# Brachythecium nelsonii
Brachythecium nelsonii är en bladmossart som beskrevs av Abel Joel Grout 1902. Brachythecium nelsonii ingår i släktet gräsmossor, och familjen Brachytheciaceae. Inga underarter finns listade i Catalogue of Life.